# Annette Duetz
Annette Duetz (Zeddam, 29 de junio de 1993) es una deportista neerlandesa que compite en vela en la clase 49er FX.
Participó en tres Juegos Olímpicos de Verano, obteniendo dos medallas en la clase 49er FX, bronce en Tokio 2020 (junto con Annemiek Bekkering) y oro en París 2024 (con Odile van Aanholt), y el séptimo lugar en Río de Janeiro 2016, en la misma clase.
Ganó cinco medallas en el Campeonato Mundial de 49er entre los años 2018 y 2024, y dos medallas de oro en el Campeonato Europeo de 49er, en los años 2019 y 2022.

## Palmarés internacional
| \| Juegos Olímpicos \| Juegos Olímpicos \| Juegos Olímpicos \| Juegos Olímpicos \| \| Año \| Lugar \| Medalla \| Clase \| \| ------------------ \| -------------------------- \| ----------------- \| ---------------- \| \| 2020 \| Tokio (Japón) \| Medalla de bronce \| 49er FX \| \| 2024 \| París (Francia) \| Medalla de oro \| 49er FX \| \| Campeonato Mundial \| \| \| \| \| Año \| Lugar \| Medalla \| Clase \| \| 2018 \| Aarhus (Dinamarca) \| Medalla de oro \| 49er FX \| \| 2019 \| Auckland (Nueva Zelanda) \| Medalla de oro \| 49er FX \| \| 2022 \| St. Margarets Bay (Canadá) \| Medalla de oro \| 49er FX \| \| 2023 \| La Haya (Países Bajos) \| Medalla de plata \| 49er FX \| \| 2024 \| Lanzarote (España) \| Medalla de oro \| 49er FX \| \| Campeonato Europeo \| \| \| \| \| Año \| Lugar \| Medalla \| Clase \| \| 2019 \| Weymouth (Reino Unido) \| Medalla de oro \| 49er FX \| \| 2022 \| Aarhus (Dinamarca) \| Medalla de oro \| 49er FX \| |                            |                   |         |
| Juegos Olímpicos |                            |                   |         |
| Año | Lugar                      | Medalla           | Clase   |
| 2020 | Tokio (Japón)              | Medalla de bronce | 49er FX |
| 2024 | París (Francia)            | Medalla de oro    | 49er FX |
| Campeonato Mundial |                            |                   |         |
| Año | Lugar                      | Medalla           | Clase   |
| 2018 | Aarhus (Dinamarca)         | Medalla de oro    | 49er FX |
| 2019 | Auckland (Nueva Zelanda)   | Medalla de oro    | 49er FX |
| 2022 | St. Margarets Bay (Canadá) | Medalla de oro    | 49er FX |
| 2023 | La Haya (Países Bajos)     | Medalla de plata  | 49er FX |
| 2024 | Lanzarote (España)         | Medalla de oro    | 49er FX |
| Campeonato Europeo |                            |                   |         |
| Año | Lugar                      | Medalla           | Clase   |
| 2019 | Weymouth (Reino Unido)     | Medalla de oro    | 49er FX |
| 2022 | Aarhus (Dinamarca)         | Medalla de oro    | 49er FX |